# Faltspindel

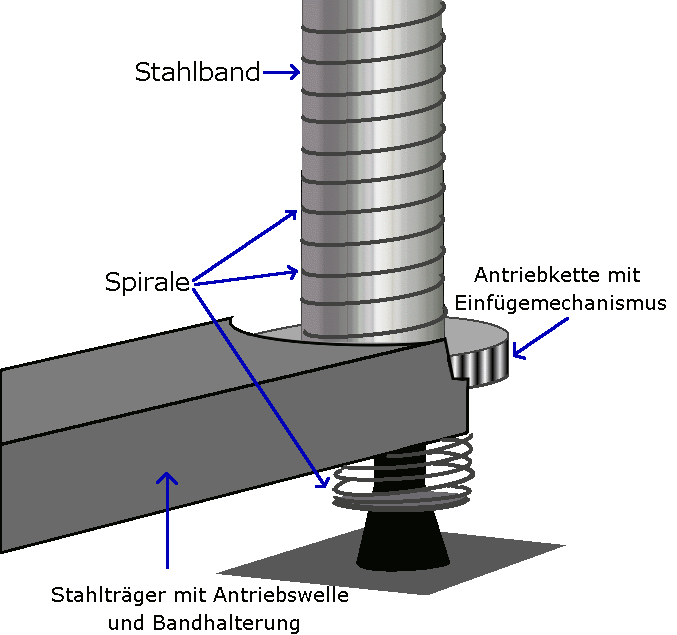
Skizze einer Faltspindel

Eine Faltspindel (auch Spiralhubzylinder genannt) ist ein Maschinenelement, bei dem zwecks Bildung eines Rohrs zwei gewickelte Stahlbänder – davon eines mit Nut – derart formschlüssig ineinander geschoben werden, dass die dabei vorkommende translatorische Bewegung zum Heben von Lasten dienen kann.
Bei Säulendurchmessern von 0,15 bis 0,46 m betragen die Hubhöhen 3,5 bis 12,2 m. Auf eine anhaltende Spannung ist im Betrieb zu achten, da nur so der Zusammenhalt der die schraubenförmige Säule bildenden Blechstreifen gewährleistet ist.
Verwendet werden Faltspindeln z. B. im Theaterbetrieb zum Bewegen von Hubpodien.